# Теофиловка (Винницкая область)
Теофиловка (укр. Теофілівка, пол. Teofilówk, Słobódka Dżulińska) — село на Украине, находится в Бершадском районе Винницкой области.
Код КОАТУУ — 0520487509. Население по переписи 2001 года составляет 605 человек. Почтовый индекс — 24433. Телефонный код — 4352.
Занимает площадь 22,62 км².

## Адрес местного совета
24460, Винницкая область, Бершадский р-н, с. Шляховая, ул. Ленина, 2